# André Delpuch
André Delpuch né le 24 novembre 1952 à Toulouse est un peintre français.

## Biographie
André Delpuch est né le 24 novembre 1952 à Toulouse. Il eut pour mentor le peintre Pierre-Laurent Brenot, qui l'encourage à grandir son style dans un élan à l'art de peindre, jusqu'à ce qu'il arrive à sa maturité des bouquets de fleurs et des natures mortes. Pour affirmer un savoir faire technique de la peinture à l'huile et une inspiration entièrement tournés vers le passé.
Spécialiste des natures mortes, il peint à l’huile, en utilisant la technique alla prima, notamment à partir des années 1980. Il a hérité des maîtres flamands et hollandais, de la précision des gestes, expressive de la matière, de l'utilisation naturelle de la lumière. Son travail ne devient réel que par le rayon de lumière, les ombres et l'espace. Le raffinement particulier que son travail reflète, captive au-delà de la simplicité et de l'équilibre de sa peinture. C'est un pont forgé entre la réalité de l'objet, saisi dans son essence silencieuse, et l'immatérialité de l'esprit qui inspire la vie.
Il a exposé à Toulouse, à l'hôtel de Nérac, à Castres, à l'Hôtel Dieu à Toulouse, aux Salons internationaux de Lens et Vichy, à la Maison de France à Monaco en 2011, au château de Garrevaques, à Rotterdam en 2013 et au Salon international Art Monaco en 2014.
De 1992 à  2000, il expose en France, Italie, Argentine, Angleterre, Espagne et Grèce, et en 2015 à Lausanne (Suisse).

## Récompenses
- 1991 : deux médailles d'argent : Salon Hôtel Dieu à Toulouse ; Salon international de Lens.
- 1992 : médaille de bronze au Salon régional Midi-Pyrénées.
- 1993 : médaille d'or au 9e Salon de Midi-Pyrénées.
- 1994 : médaille de bronze au Salon national de Vichy.
- 2002 : médaille d'argent au 12e Salon de Midi-Pyrénées.
- 2011 : Fine Art – International Art Exchange Exhibition Muséum, Kobe, Japon.
- 2011 : prix de l'Académie du mérite et du dévouement français, Maison de France à Monaco.

## Sources
- Culture 31.
- L'art s'invite à la  société générale, journal La Dépêche.
- « Les voyages de Delpuch », La Dépêche.
- Interview : André Delpuch expose à Toulouse sur Youtube.
- Interview : les jardins de la culture du 5 novembre - toulouseInfos sur Youtube.
- « Andre Delpuch expose ses nouvelles œuvres »,  La Dépêche, 30 mai 2017.